# Andrew Forsyth
Pour les articles homonymes, voir Russell et Forsyth.
Andrew Russell Forsyth (1858-1942) est un mathématicien écossais qui a contribué à diffuser en Grande-Bretagne les méthodes de Cauchy et Lamé en calcul différentiel.

## Biographie
Étudiant brillant (il a été senior Wrangler à Cambridge), il obtient le chaire sadleirienne de mathématiques à l'université de Cambridge, qu'il doit quitter après un scandale. Il devient ensuite professeur à Imperial College, à Londres et professeur émérite à sa retraite.
Il est surtout connu aujourd'hui pour ses nombreux traités et livres de cours, en particulier pour son Treatise on the theory of complex functions, en 1893, qui eut une énorme influence au Royaume-Uni. Ces traités, appréciés pour leur exhaustivité, ont été parfois critiqués. Il eut Edmund Taylor Whittaker comme étudiant en thèse.
Forsyth est Fellow de la Royal Society.

## Œuvres
- A Treatise on Differential Equations (1885)
- Theory of Functions of a Complex Variable (1893) Disponible sur LillOnum
- Theory of Differential Equations (1890-1906) six volumes
- Lectures on the Differential Geometry of Curves and Surfaces (1912) Disponible sur LillOnum
- Lectures Introductory to the Theory of Functions of Two Complex Variables(1914) Disponible sur LillOnum
- Calculus of Variations (1927)
- Geometry of Four Dimensions (1930)
- Intrinsic Geometry of Ideal Space (1935)